# Устав (закон)
Уста́в — закон або збірка правил, що регулював ту чи ту ділянку правовідносин, також важливий акт законодавства, що становив джерело права за княжої доби. Відомі княжі устави Володимира Великого, Ярослава Мудрого, Володимира Мономаха. У Великому князівстві Литовському деякі законодавчі акти називалися уставами (див. Земські уставні грамоти). У 1557 т. за. «Устава на волоки» польського короля Жигмонта II Авґуста впроваджувала волочний перемір. У царській Росії устав — збір законів якоїсь ділянки. Уставними грамотами називалися акти, що визначали відносини між поміщиками й селянами по селянській реформі 1861.
Тепер термін «устав» іноді вживається на означення статуту (конституції) якоїсь установи, наприклад, Устав Помісної Української Католицької Церкви, схвалений українським католицьким єпископатом у 1973.
Устав — сукупність правил богослужбових відправ, зібраних у документі, що його Латинська Церква визначає як «Ordo celebratiois». В Українській Церкві устави були зібрані в книзі Типик (див. також Церковні обряди).